# Балта Точила (Бузау)
Балта Точила (рум. Balta Tocila) насеље је у Румунији у округу Бузау у општини Скорцоаса. Oпштина се налази на надморској висини од 292 m.

## Становништво
Према подацима из 2002. године у насељу је живело 314 становника, од којих су сви румунске националности.